# Most Antonowski
Most Antonowski (ukr. Антонівський міст), również Most Chersoński (ukr. Херсонський міст) – most na Dnieprze łączący Chersoń i Antoniwkę z lewym brzegiem Dniepru, w tym z Oleszkami i Hołą Prystanią. Budowany w latach 1977-1985. Most stał na 31 filarach. Został wysadzony 11 listopada 2022 przez wycofujące się z Chersonia wojska rosyjskie podczas inwazji na Ukrainę. 